# Érythrocruorine

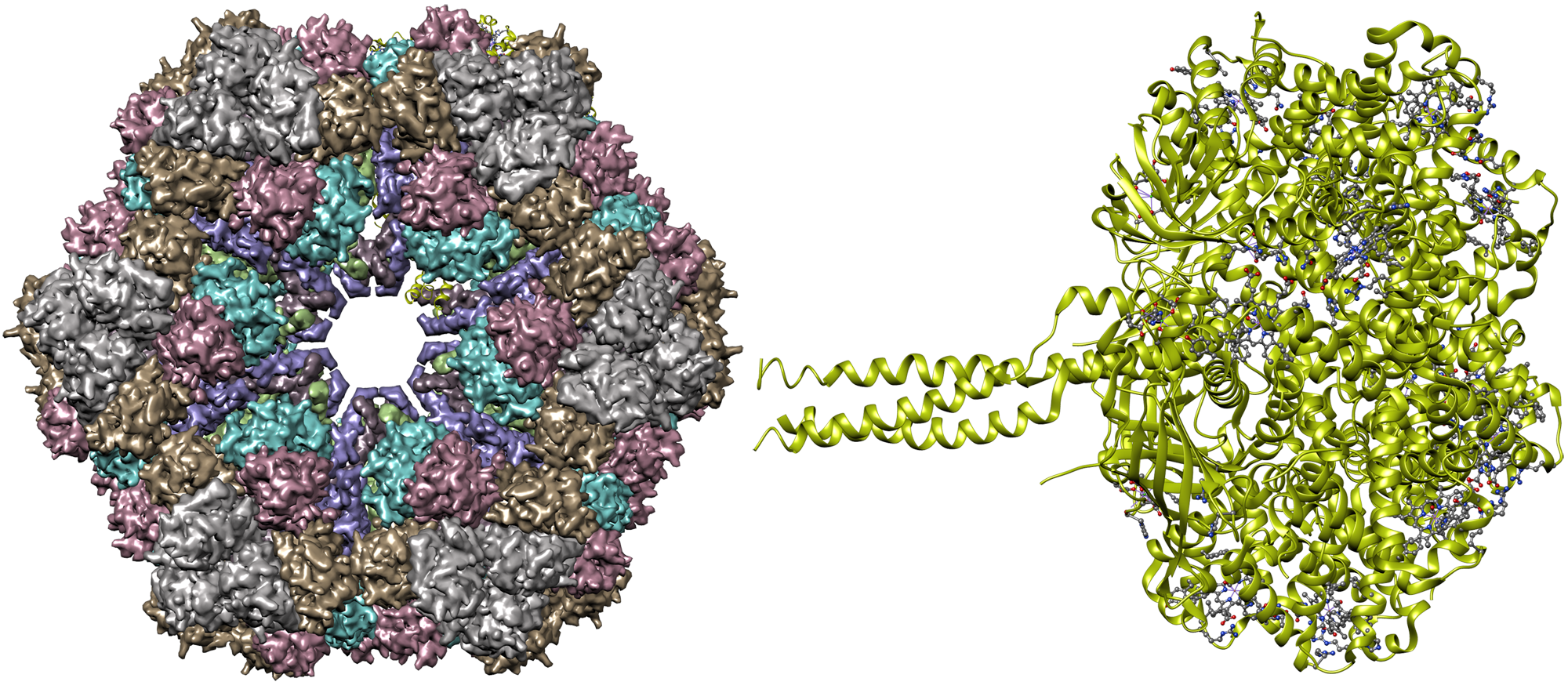
Érythrocruorine de ver de terre commun.

L'érythrocruorine (du grec eruthros, « rouge », et du latin cruor, « sang ») est un complexe protéique de la famille des globines assurant le transport de l'oxygène chez divers annélides et arthropodes, dont certains insectes. Il s'agit d'une très grosse molécule d'environ 3 500 kDa, constituée de plus d'une centaine de sous-unités, ayant le même groupe prosthétique que la chlorocruorine. Elle est présente librement dans le sang et le cœlome de l'animal, et n'est pas encapsulée dans des cellules. Un exemple d'érythrocruorine est celle du ver de terre commun, constituée de douze hétérododécamères, soit 144 sous-unités de globines A, B, C et D et 36 protéines de liaison, tandis que celle de Daphnia magna est constitué de 16 sous-unités portant deux molécules d'hème chacune.
L'affinité de l'érythrocruorine pour l'oxygène est plus élevée que celle de l'hémoglobine car elle est adaptée aux conditions d'hypoxie qui prévalent dans l'habitat des animaux qui utilisent cette protéine, comme les sédiments et l'estran.